# العواصف الذهنية (كتاب)
العواصف الذهنية: مقالات فلسفية عن العقل وعلم النفس (بالإنجليزية: Brainstorms: Philosophical Essays on Mind and Psychology) هو كتاب للفيلسوف الأمريكي دانيال دينيت والذي نُشر سنة 1981.